# Ljiljana Krstić
Ljiljana Krstić, srbska (jugoslovanska) gledališka in filmska igralka, * 31. oktober 1919, Kragujevac, † 12. april 2001, Beograd.

## Življenje in delo
Rojena je bila v Kragujevcu. Njen oče je bil profesor, doktor filozofije in mama gospodinja. Ljiljana je diplomirala leta 1943 na gledališčnem oddelku Glasbene akademije in bila absolvent na Pravni fakulteti v Beogradu. Govorila je rusko in francosko. Poročila se je z arhitektom Milivojem Todorovićem, s katerim ima hčerko Neveno.
Bila je članica Jugoslovanskega dramskega in Beograjskega dramskega gledališča. Bila je tudi profesorica igre na Gledališki akademiji v Beogradu. Igrala je na veliko beograjskih prizoriščih in gostovala v Sofiji, Bukarešti, New Yorku, v Firencah, Moskvi ...
Ima svojo ulico v občini Zemun, v Beogradu.